# Eleventh Earl Of Mar
Eleventh Earl Of Mar (En castellano: Undécimo Conde De Mar) es la canción de apertura del álbum Wind & Wuthering de Genesis de 1976.
La canción trata sobre la rebelión Jacobita de 1715. El Conde de Mar, John Erskine, condujo las fuerzas rebeldes (con el título de "El Gran Pretendiente"), pero en realidad fue un general incompetente, quien desperdició todas las ventajas estratégicas al acampar cerca de la ciudad de Perth por una semana, dándoles tiempo a las fuerzas Reales de la oposición para que se organicen.
Este John Erskine es el Sexto Conde de Mar de jure, el veintidós según la enumeración antigua y el Undécimo según la enumeración escocesa que es la que se utiliza en el título de la canción. La canción es muy precisa y sarcástica acerca del Conde. La letra de la canción dice:

See the fifteen going by (Mira a los quince pasar)

Por lo que evidentemente se trata de la rebelión Jacobita de 1715. Esta rebelión fue un intento de recapturar el trono británico para el linaje de los Stuart, luego representada por James III, "El Antiguo Pretendiente" del linaje Orange, y posteriormente representada por Guillermo III. Se originó en Escocia, y llegó hasta Londres. La letra prosigue:

See the Stewart all dressed up (Mira a los Stewart tan bien vestidos)

He's got eyes in the back of his head. (Tiene ojos en la nuca.)

Who came in a cockleshell boat (Quien vino en semejante barco )

That could only just float, (Que apenas podía mantenerse a flote,)

Couldn't even lift a sword. (No podía siquiera levantar una espada.)

Dressed too fine and smelling of wine. (Muy bien vestido y oliendo a vino)

James Stewart - "El Gran Pretendiente" para el trono. Había vivido en el exilio en Francia por años y era considerado por los mismos escoceses como un poco afrancesado. Sin embargo, posteriormente arribó a Escocia, cuando el Conde de Mar, había repelido la rebelíon en su ausencia, y tuvo éxito al capturar rápidamente la mal defendida ciudad de Perth:

Out on the road, in the direction of Perth (Afuera en el camino, en dirección a Perth)

Backwards and forwards in circles they went (Retrocedían y avanzaban en círculo)

Found a city half open and ready to greet (Hasta que encontraron una ciudad entreabierta y dispuesta a recibir)

The conquering heroes, with blisters on their feet (A los héroes conquistadores, con ampollas en sus pies)

Aquí, "Con ampollas en sus pies" es un poco sarcástico, ya que en verdad no llegaron muy lejos:

Eleventh Earl of Mar (El Undécimo Conde de Mar)

Somehow got them all this far (De alguna forma los trajo tan lejos)

De todas formas, el Conde no era general y decidió esperar por refuerzos cerca de Perth, hasta que James Stewart llegara:

Waited a week still they hadn't appeared (Esperaron una semana y aún no han aparecido)

That glorious timing that everyone feared (Aquella gloriosa sincronización que todos temían)

Al hacer esto perdió el elemento de sorpresa y el momento de su victoria, al darle todo el tiempo del mundo a sus enemigos para unir las fuerzas contra ellos. Y sí, la rebelión no llegó a ninguna parte. Erskine sobrevivió al episodio, pero su lado había sido destruido:

They're headed for London - and that will be their grave (Yendo hacia Londres - y esa será su tumba)

Eleventh Earl of Mar (El Undécimo Conde de Mar)

Well he couldn't get them down that far (Bueno no podía detenerse a esta altura)

En ese momento Erskine era el líder de una rama de la masonería escocesa, y con las confusas lealtades de ese día, se alió al catolicismo francés (al igual que su enemigo). Erskine era conocido como "John el Desertor", debido a su hábito de cambiarse entre los clanes Orange y Stewart:

Leave it alone for a year or two (Deja todo como está por un año o dos)

Esta línea al final de la canción puede ser una referencia a la rebelión de 1740 de Charles Edward Stewart.
Un hecho que podría explicar el incorrecto Conde (el sexto y no el undécimo), podría ser el hecho de que la interpretación más directa de la canción es la de un niño al que el padre le cuenta esta canción como un cuento a la hora de irse a dormir. En el estribillo de la canción se lee:

Daddy! You Promised, You Promised (¡Papi! Lo prometiste, Lo prometiste)

Es decir que el padre le prometió al niño contarle el resto de la historia a la noche, pero el padre no conoce los detalles históricos correctamente:

Till the stories grow hazy (Hasta que las historias se hacen difusas)

And the legends come true (Y la leyenda se vuelve realidad)

Esto también explica el sentido sarcástico de la canción en general, donde presumiblemente el niño es familiar con la esencia de la historia, y los adornos de la misma, las exageraciones, y los comentarios sarcásticos que le agregan humor.
Aparentemente, Rutherford (quién escribío las letras de esta canción), asume que el oyente también está familiarizado con esta historia.

## Formación
- Phil Collins: Voz, batería
- Steve Hackett: Guitarra eléctrica
- Mike Rutherford: Bajo, pedalero
- Tony Banks: Órgano Hammond